# Koun-Fao (département)
Pour les articles homonymes, voir Koun-Fao.
Le département de Koun-Fao est un département de Côte d'Ivoire. 